# Ланже (замок)
За́мок Ланже́ (фр. Château de Langeais) — середньовічний замок, історична пам'ятка Франції. Розташований у містечку Ланже, в департаменті Ендр і Луара. Закладений наприкінці X століття Фульком Нерра, графом Анжуйським, на скелі над річкою Луара, розширений у XII столітті нащадком Фулька, Річардом Левове Серце. Був зруйнований англійцями протягом Столітньої війни та відбудований у другій половині XV століття. Збереглася частина старовинного замку, яка має назву «донжон Фулька Нерра» та є однією з найдавніших кам'яних фортець Франції, що збереглися.

## Історія
Перші замки в долині Луари почали виникати у X столітті. Першим з відомих наразі замків постав замок Дуе-ла-Фонтен, зведений графом Блуа близько 900 року. Сусідом графства Блуа було графство Анжу, і сеньйори цих земель ворогували один з одним. З метою захисту своїх володінь, граф Анжуйський Фульк Нерра у 992 році, в долині річки Руме, притоки Луари, заклав дерев'яну фортецю типу «motte and bailey».
Нова фортеця розташовувалася за 24 кілометри від Тура, який контролювався Одо I, графом Блуа. Коли до нього дійшли звістки про нову споруду, Одо послав військо захопити фортецю, проте зазнав поразки. Ця атака, хоча й відбита, змусила Фулька відновити укріплення і звести кам'яну фортецю, руїни якої можна побачити коло сучасного замку Ланже. Щоб відволікти Одо від фортеці, Фульк робив неодноразові вилазки в землі графа Блуа. Ще одним свідченням того, що фортеця будувалася нашвидкуруч, є тонкі стіни фортеці, які завтовшки були не більше 2 метрів, а в середньому — 1,5 метри.

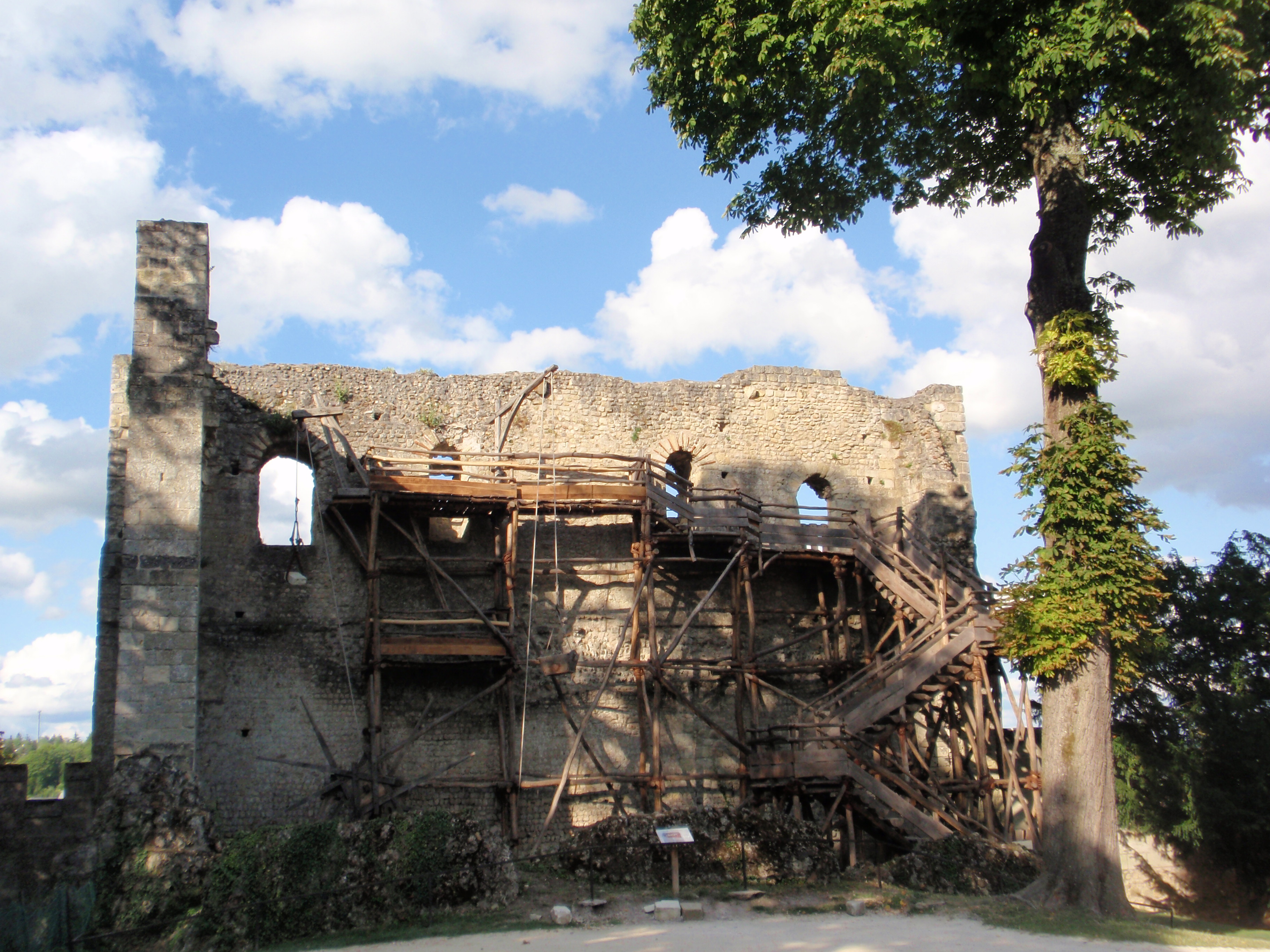
Руїни замку X століття

Навесні 994 року Одо зробив ще одну спробу захопити замок Ланже, для чого покликав на допомогу своїх союзників з Нормандії, Фландрії та Аквітанії. Фульк особисто керував обороною Ланже і, у свою чергу, запросив допомоги у Гуго Капета, короля франків. Той, хоча і був хворий, пообіцяв підкріплення. Між тим, армія Одо зростала, до нього прибували все нові сили союзників. Влітку 994 року облога ще тривала, і Фульк був змушений почати переговори з Одо про капітуляцію, проте вчасно підійшли війська Гуго Капета, і Одо був змушений зняти облогу Ланже.
Незважаючи на угоду між Гуго Капетом і Одо, останній у 995 році знову узяв в облогу Ланже. Облога тривала до березня 996 року, коли Одо раптово захворів і помер. Втративши лідера, війська Одо зняли облогу, а Фульк, після смерті свого найзапеклішого ворога, захопив Тур, який до того належав графам Блуа. Пізніше контроль над Туром перейшов до Роберта II, короля франків і сина Гуго, а Фульк повернувся до своїх замків Ланже, Монсоро, Монтрезор і Монбазон. У 1016 році відновилися воєнні дії між Анжу та Блуа, в результаті яких Фульк втратив три своїх замки: Пассаван був зруйнований, а Монбазон і Ланже захоплені. У 1032 році Фульк відвоював Ланже, але незабаром замок захопив Одо II, граф Блуа. У 1037 році Одо загинув у битві і Ланже перейшов до його сина Теобальда. Фульк, дізнавшись про смерть суперника, взимку 1037 року почав облогу Ланже. Навесні 1038 року гарнізон замку, не отримавши підмоги, здався. Фульк продовжив свої завоювання і пізніше захопив замок Шинон, який розташовувався у 22 км від Ланже.
У XII столітті замок Ланже укріпив та розширив нащадок Фулька, король Англії Річард I Левове Серце. Однак у 1206 році французький король Філіп II Август встановив контроль над замком. З тих часів Ланже був частиною королівського домену, хоча й неодноразово виступав як застава. У 1218 році замок перейшов до Гуго X де Лузіньяна, який одружився з вдовою Іоанна I Безземельного Ізабеллою Ангулемською. Пізніше замком володіли Гійом де Рош, Альфонс Французький (брат Людовика Святого), П'єр де ла Бросс (камергер Філіпа Сміливого). Протягом наступної Столітньої війни замок кілька разів переходив під владу англійців. Зрештою, у 1428 році, вони залишили Ланже за єдиної умови: замок має бути знесений повністю, за виключенням донжона.
Близько 1465 року король Людовик XI, вважаючи, що замок Ланже має бути відновлений, доручає керувати будівництвом своєму найближчому раднику Жану Бурре, «капітану Ланже», а інтенданту з фінансових справ, меру Тура Жану Бріссоне — фінансувати будівництво.

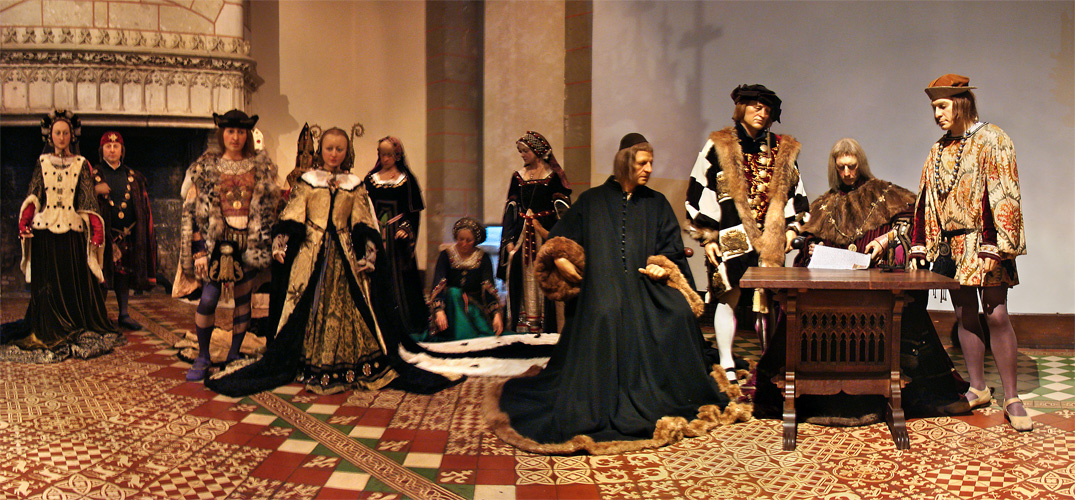
Скульптурна група, що зображає підписання шлюбної угоди між Карлом VIII та Анною Бретонською

6 грудня 1491 року у новозведеному замку Ланже відбувається історична подія — молодий король Франції Карл VIII укладає шлюбну угоду з 15-річною Анною Бретонською. Цей шлюбний союз назавжди об'єднує Францію і Бретань. В сучасному замку експонується група воскових фігур, які зображають учасників цієї події.
З тих пір, замок, який продовжує перебувати у власності корони, переходить у тимчасове користування низці шляхетних родин, зокрема, тут мешкає Луїза Лотаринзька, донька герцога де Ґіза, а після неї — маркіз д'Еффіат, маршал Франції, барон де Сен-Марс. У 1765 році потомки д'Еффіата передали Ланже барону де Шамшевр'є, але згодом замок відібрав герцог Ле Люїнь.
Протягом Французької революції замок майже не постраждав. У 1797 році його придбав багатій з Тура Шарль-Франсуа Муазан, який, однак, не піклувався про замок, внаслідок чого той став занепадати. Після стін замку були зведені житлові будинки, а в самому замку облаштовано стайні жандармерії. У 1839 році французький юрист Кристоф Барон викуповує замок і починає реставрацію, втім, досить безсистемну. Після його смерті син Барона, з метою виплатити борги, продає більшу частину колекції замку. У 1886 році замок Ланже купує Жак Зігфрід і починає нову, серйозну реставрацію, внаслідок якої замок набув сучасних рис. У 1904 році Жак Зігфрід дарує Ланже та його інтер'єри Інституту Франції, який включає замок до списку історичних пам'яток Франції та перетворює його на музей.

## Архітектура

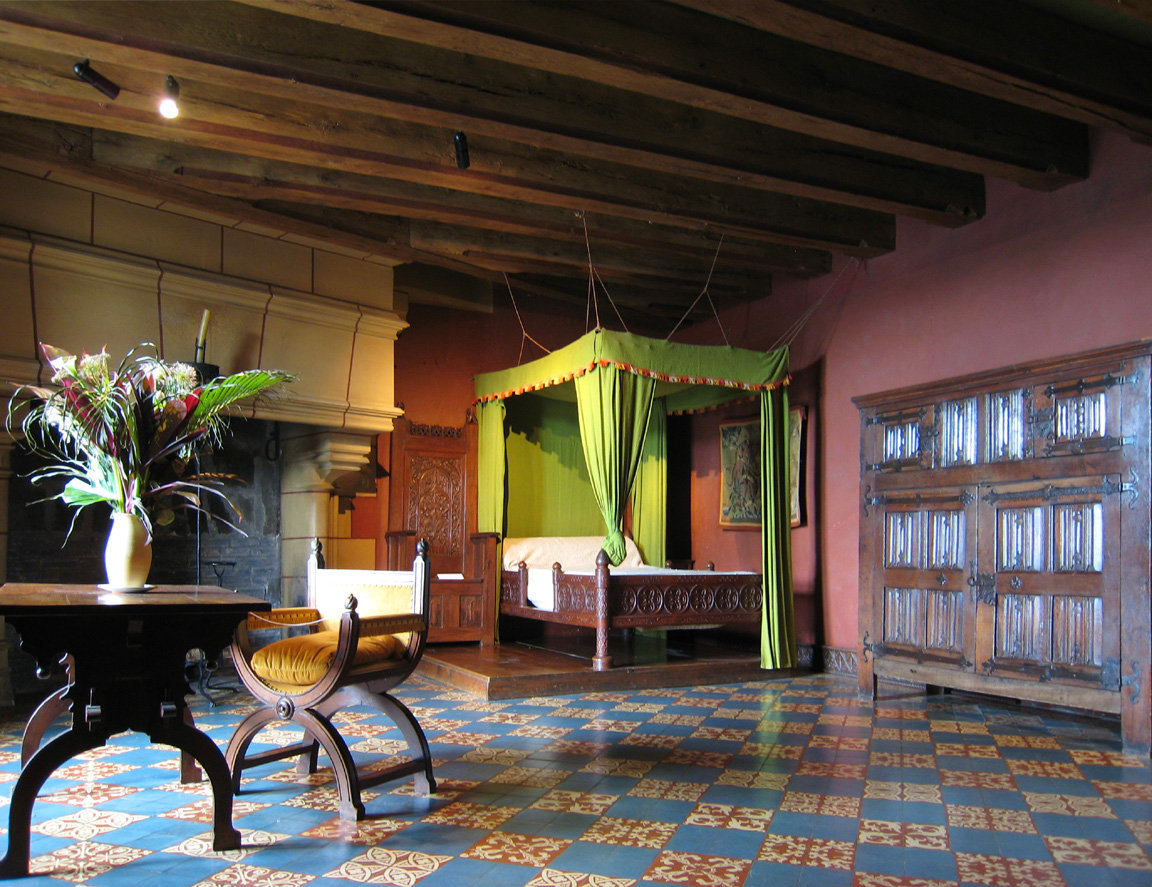
Спальня

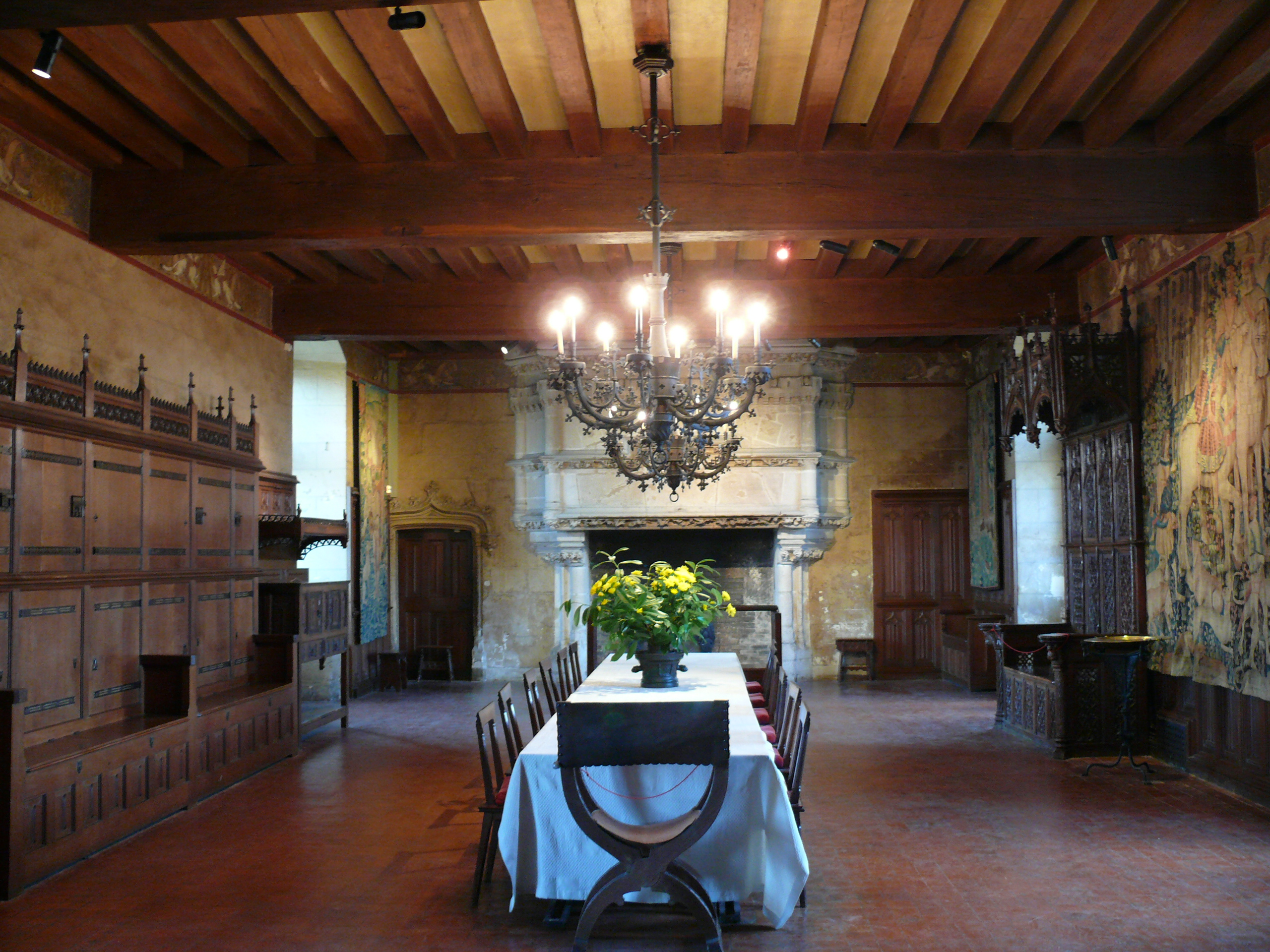
Бенкетна зала

Згідно свідчень хроністів, зокрема, Ріхера Реймського, перший замок, зведений Фульком Нерра у 990-х роках був дерев'яним і складався із вежі та огорожі. Пізніше було побудоване кам'яне укріплення, що збереглося і в XXI столітті, і є найстарішим зразком романської архітектури в регіоні. Висота кам'яної вежі становила 16 метрів, ширина — 17,5 метрів, довжина — 10 метрів. Середня товщина стін становила близько 1,5 м, довжина — близько 250 м, загальна площа стін — близько 1 600 м². Внутрішні покої замку були щедро прикрашені.
У 1460-х роках Людовик XI почав відновлення зруйнованого протягом Столітньої війни замку. Нова будівля мала високі стіни, вузькі вікна, три круглі вежі та суцільний, завдовжки 130 метрів, дозорний пояс з зубців і машикулей, що оточував замок.
У XVI–XVIII століттях замок юридично знаходився у королівській власності, але фактично перебував у тимчасовому користуванні різних родин, які не були зацікавлені у вкладенні коштів у реставрацію та перебудову замку. Шарль-Франсуа Муазан, який у 1797 році придбав замок, не піклувався про нього і довів до занепаду. Кристоф Барон, який викупив замок у 1839 році, реставрував його, зробивши низку нововведень: фасад внутрішнього двору був обнесений машикулями, виступи на даху прикрашені мереживним декором.
Жак Зігфірд, наступний власник замку Ланже, з метою відновити історичний вигляд замку, зробив серйозну реставрацію і довів екстер'єр ті інтер'єри Ланже до сучасного вигляду. В цьому йому допоміг архітектор Люсьєн Руа та відомі археологи тих часів. Задля історичної точності, в проекті відновлення замку було взято за основу стиль полум'янистої готики. Меблі та дерев'яне оздоблення були частково оригінальними, а частково — копіями з аналогічних виробів. Личкувальні плитки, різні за візерунками у різних приміщеннях, відновлювалися за зразками XV століття або за картинами тієї епохи. Більша частина меблів належить до XV століття.
Родзинкою інтер'єру замку Ланже є колекція старовинних гобеленів XIV–XV століть, частина з яких є роботою фламандських майстрів, інша вироблена в Обюссоні.
У 1924 році на захід від замку був закладений великий парк, на противагу місту, яке підступає до замку зі сходу та з півночі.

## Цікаві факти
- В замку Ланже є підйомний міст — один з небагатьох мостів, що досі працюють. Щодня міст відкриває та закриває шлях до замку.
- У 2014 році, на честь річниці смерті Анни Бретонської (1514 рік), вхід до замку був безкоштовним для усіх відвідувачок на ім'я Анна.